# شریدان استیتس (ایلینوی)
شریدان استیتس (به انگلیسی: Sheridan Estates) یک منطقهٔ مسکونی در ایالات متحده آمریکا است که در شهرستان آدامز، ایلینوی واقع شده‌است. شریدان استیتس ۱۸۴٫۱ متر بالاتر از سطح دریا واقع شده‌است.